# El hombre de Londres (novela)
El hombre de Londres (en francés: L'homme de Londres) es una novela del escritor belga Georges Simenon, escrita en Marsilly, Charente-Maritime, en el otoño de 1933. La editorial francesa Fayard publicó el libro en diciembre de 1933, mientras que el diario Le Journal lo imprimió en 23 entregas desde el 18 de diciembre de 1933 al 9 de enero de 1934.
Un empleado ferroviario francés es testigo de cómo un hombre de Londres pasa de contrabando su maleta por la aduana y luego asesina a su cómplice. Logra hacerse con la maleta que contiene el botín de un robo. Tentado por la repentina riqueza, mantiene su hallazgo en secreto ante las autoridades investigadoras. Cuando se reencuentra con el asesino, se produce un duelo psicológico entre los dos hombres, a quienes no se les permite traicionarse.

## Argumento

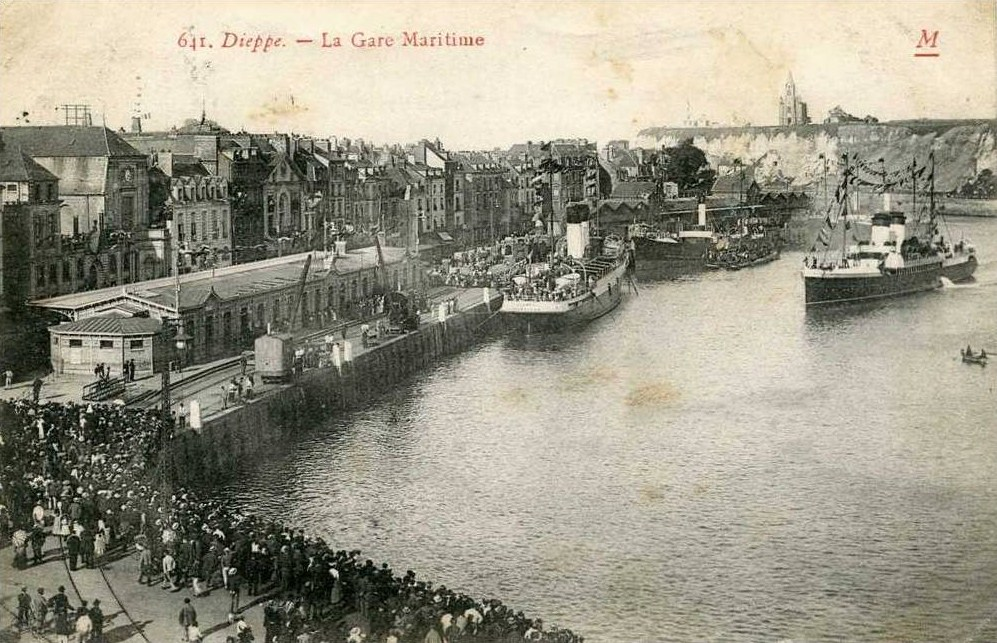
Antigua estación de tren Gare de Dieppe-Maritime de principios del

Louis Maloin es capitán de maniobras en la estación portuaria de la ciudad de Dieppe, en el norte de Francia. En su puesto de señales, se sienta en su trono sobre el puerto y observa el ajetreo y el bullicio de abajo. Es testigo una noche en la que un pasajero del ferry de Newhaven pasa de contrabando su maleta por la aduana con la ayuda de un cómplice que lo espera. Más tarde los dos hombres discuten, el recién llegado de Londres empuja a su compañero a la dársena del puerto, donde se ahoga y se lleva la misteriosa maleta a las profundidades. Maloin ahuyenta al asesino y recupera la maleta, que contiene 5.000 libras, el equivalente a medio millón de francos. Consciente de haber perdido el momento de llamar a la policía, el ferroviario esconde la maleta en su armario y oculta el descubrimiento.
A la mañana siguiente, Maloin se encuentra con el inglés por primera vez a la luz del día. El personaje es Pitt Brown, un payaso del London Palladium que, junto con su cómplice Teddy Baster, robó al dueño del teatro Harold Mitchel. Brown busca desesperadamente la maleta, pero cuando se encuentra con los ojos de Maloin, sospecha su participación en el caso y comienza a acecharlo. Maloin se entrega a sueños de comenzar una nueva vida con el dinero. Para disgusto de su esposa, hace que su hija Henriette deje su trabajo como ayudante de carnicero y le compra un abrigo de piel, así como una pipa nueva para él. Por otro lado, está ocupado con la búsqueda inquieta del melancólico Brown, y varias veces estuvo a punto de simplemente entregarle la maleta.

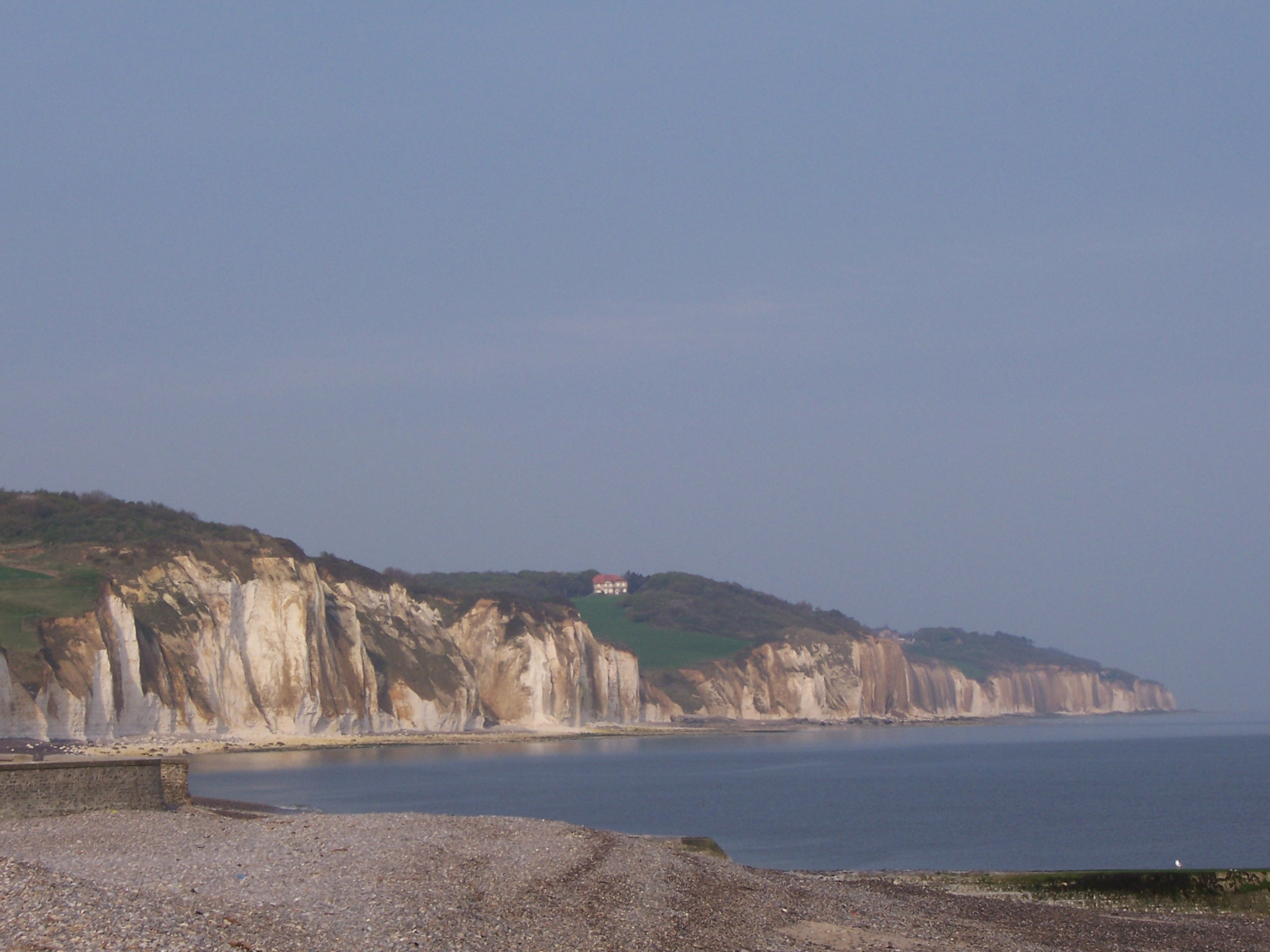
Costa escarpada cerca de Dieppe

El comisionado Molisson de Scotland Yard llega a Dieppe y localiza a Brown en su hotel. Le ofrece al sospechoso detener la investigación a cambio del dinero robado. Pero sin la maleta que contiene el botín, Brown no tiene más remedio que esconderse, lo hace en el cobertizo para botes de Maloin, donde Henriette lo descubre y lo encierra presa del pánico. Mientras Maloin reflexiona sobre cómo salvar la situación sin meterse en problemas, Mitchel y su hija Eva viajan personalmente en busca del dinero. A Eva se le ocurre la idea de atraer a la intimidada esposa de Brown al lugar para ejercer más presión sobre el ladrón, que resulta ser un asesino cuando se encuentra el cuerpo del cómplice en el puerto.
Impulsado por la sensación de tener que intervenir en lo que está sucediendo, Maloin se cuela en su cobertizo para botes para proporcionar comida al encarcelado. Intenta entablar conversación con el inglés, pero es atacado por él con un anzuelo de cangrejo y mata a su oponente en una pelea a muerte. Sin siquiera pensar en encubrir lo que considera una catástrofe que podría haberle sucedido a cualquiera, entrega la maleta con dinero a Molisson y lleva a la esposa de Brown al cuerpo de su marido. Sin embargo, en los molinos de la justicia francesa, pronto se da cuenta de que nadie intenta comprender su crimen y se cierra, lo que da la impresión de frialdad y falta de compasión. Maloin es condenado a cinco años de prisión. Sigue pensando en la familia del muerto y en cómo la historia habría sido diferente si hubiera podido llegar a un acuerdo con Brown.

## Interpretación
Para Stanley G. Eskin , El hombre de Londres tiene todos los ingredientes de una novela policial, pero sin serlo. El crimen cometido queda en un segundo plano, la atención se centra por completo en el testigo accidental y en su reacción sensiblemente descrita ante el descubrimiento del botín, por lo que su vida queda completamente fuera de control. A diferencia de la serie Maigret, falta la figura benévola y tranquilizadora del inspector y su especial habilidad para enmendar el destino de los personajes como un reparador. En cambio, Maloin se queda solo con sus miedos existenciales, que lo dejan cada vez más sin cabeza y, en última instancia, lo llevan a matar al hombre de Londres. Sólo al final, cuando el proletario Maloin se convierte en víctima de la justicia de clase, alcanza cierta dignidad. Su destino se convierte en “una tragedia en miniatura al estilo de Hardy.”
La revista británica The Listener considera a Maloin como uno de los personajes más simpáticos de la obra de Simenon, marcado con el equivalente a la lástima: el respeto. Su destino conmueve al lector porque revela verdades profundas sobre la naturaleza humana. El impulso de Maloin de entregarse finalmente a la policía proviene de su necesidad de dignidad humana. Según Peter Kaiser, la compasión de Simenon siempre se dirige al outsider, al inconformista, al que estalla en ira. Su lema es: “¿Qué separa al ciudadano normal del asesino? Sólo el único momento de acción”. La novela se convierte en “una cuestión de ética y de decisión moral. Y han fracasado otras personas además de un trabajador ferroviario de Dieppe”. Para Tilman Spreckelsen, cada personaje de la novela está aislado de quienes lo rodean. Las personas se encuentran sin entenderse, se observan, “anhelan la cercanía y se matan al mismo tiempo”. Después de varios días y noches sin dormir, Maloin está tan excitado que está dispuesto a hacer cualquier cosa para poner fin a los acontecimientos y encontrar finalmente la paz.
Para Behrang Samsami, Maloin es un pequeño burgués al que una vez en su vida le sucede algo extraordinario, la esperanza del prestigio social que la vida le ha negado hasta ahora. Lo que le conecta con otros héroes negativos de las novelas de Simenon, como La casa del canal, es la pasividad y el fatalismo con el que soporta los acontecimientos sin intervenir activamente en ellos. Casi da la impresión de que acoge con agrado el desastre que se avecina para él y su familia. A Peter Kaiser le gustaría gritarle al trabajador ferroviario: "¡Detente y no des un paso más!". Pero su camino parece predeterminado y sus acciones inevitables. Un vínculo invisible lo une al asesino y no puede liberarse de él. Según Jack Edmund Nolan, esta ineludibilidad es una tesis central en la obra de Simenon: incluso si sus héroes parecen salirse con la suya, posteriormente sólo se sienten más culpables hasta que el castigo pospuesto finalmente los golpea.
Tim Morris identifica dos motivos centrales en la novela: el del hombre perseguido, que define muchas de las primeras novelas de Simenon, como El hombre que miraba pasar los trenes, y el del doble, que convierte al perseguido Brown en el doble del trabajador ferroviario, Maloin.  Para Gavin Lambert, Maloin es un hombre sencillo atrapado en su vida, simbolizada por la caja de cristal de su lugar de trabajo. Al final, cambia esta caja de cristal por una celda de prisión en la que reflexiona continuamente sobre su sacrificio y la intercambiabilidad de sus vidas con su esposa, su familia y su hogar a ambos lados del Canal de la Mancha. Ambos fueron víctimas de las circunstancias: Brown, que asesinó por dinero, acaba siendo víctima de asesinato. Maloin, que demuestra ser un ladrón incompetente, se convierte en un asesino no deseado. Ambos hombres fracasan en un posible escape de sus vidas, dejando que la oportunidad revele su destino de fracaso.
Según Lucille Frackman Becker, esta importancia del azar para el destino humano es característica de la obra de Simenon. El destino de ambos personajes principales podría haber sido diferente si Brown hubiera dado un paso hacia Maloin en el momento adecuado. En cambio, se produjo un malentendido fatal y el ferroviario acabó imaginando en su celda qué tipo de entendimiento podría haberse producido. Para John Raymond, el estatus universal de Maloin reside en el hecho de que los acontecimientos no están predeterminados para él como un Macbeth o una Medea, sino que le suceden como a una persona completamente normal, cualquiera. Esto lo convierte en un típico héroe simenoniano, el hombre de la multitud atrapado en la red de los acontecimientos, una figura en la que lo particular y lo universal se fusionan.

## Recepción
Tim Morris compara la novela con las mejores obras de Simenon, así como con la de su colega francés Francis Carco, L'homme traqué (La caza), como la novela que define el género.  Para Oliver Hahn se trata de “una novela lúgubre y oscura” cuyo personaje principal le interesa poco, aunque supone un buen cambio con respecto a la serie de Maigret. Tilman Spreckelsen habla de una novela “helada”, y The New Yorker de un “estudio despiadado de la psicología criminal francesa” que hará que se hiele la sangre de los amantes de Simenon. Siguiendo los pasos de la novela de Simenon, el periodista francés Jacky Durand viajó a Dieppe en 2012, donde la estación portuaria Gare de Dieppe-Maritime descrita fue cerrada en 1994.

## Adaptaciones
La novela ha sido adaptada al cine un total de cinco veces.  
- La película francesa L'homme de Londres fue realizada en 1943 bajo la dirección de Henri Decoin. Fue protagonizada por Fernand Ledoux, Suzy Prim y Jules Berry.[17]
- A esta le siguió en 1947 el largometraje británico Temptation Harbour con Robert Newton, Simone Simon, William Hartnell y Marcel Dalio; dirigido por Lance Comfort.[18]
- En 1971, ZDF emitió la película para televisión Der Mann aus London de Heinz Schirk con Jean Servais, Paul Albert Krumm e Ilse Ritter.[19]
- En 1988 se realizó un episodio de la serie de televisión francesa L'heure Simenon, dirigido por Jan Keja.[20]
- En 2007, el largometraje húngaro A Londoni férfi de Béla Tarr se proyectó en el Festival Internacional de Cine de Cannes.[21]